# Zamarada aegrotans
Zamarada aegrotans là một loài bướm đêm trong họ Geometridae.